# Kabupaten Banjarnegara
Kabupaten Banjarnegara är ett kabupaten i Indonesien.   Det ligger i provinsen Jawa Tengah, i den västra delen av landet, 300 km öster om huvudstaden Jakarta. Antalet invånare är 898 264. Arean är 1 024 kvadratkilometer.
Terrängen i Kabupaten Banjarnegara är kuperad åt sydväst, men åt nordost är den bergig.